# Cees van Kooten
Cees van Kooten (Alblasserdam, 20 de agosto de 1948-Deventer, 24 de agosto de 2015) fue un entrenador y jugador de fútbol neerlandés que jugaba en la demarcación de delantero.

## Biografía
Debutó como futbolista con el Hermes DVS en 1965. Jugó en el club durante cinco temporadas, hasta que en 1970 fichó por el FC Utrecht. Jugó muy pocos partidos, al igual que en su siguiente andadura por el Lille OSC francés. En 1972 volvió a los Países Bajos para fichar por el SC Telstar Velsen. Jugó en el equipo durante cuatro años, siempre en la Eredivisie, obteniendo como mejor resultado un sexto puesto en 1974. Posteriormente jugó en el Go Ahead Eagles, convirtiéndose además en el máximo goleador del club en su historia. Jugó en la Eredivisie, consiguiendo el noveno puesto en 1979. Finalmente, y tras jugar en el PEC Zwolle, se retiró como futbolista en 1985. También llegó a ejercer el cargo de entrenador en el AGOVV Apeldoorn, NEC Nijmegen y en el RKC Waalwijk. Falleció el 24 de agosto de 2015 en Deventer a los 67 años de edad a causa de un cáncer.

## Selección nacional
Jugó un total de nueve partidos con la selección de fútbol de Países Bajos. Debutó el 29 de abril de 1981 en un partido de clasificación para la Copa Mundial de Fútbol de 1982 contra Chipre con un resultado final de 0-1 a favor del combinado neerlandés. También llegó a disputar la clasificación para la Eurocopa 1984.

### Goles internacionales
| # | Fecha                   | Estadio                                   | Oponente | Gol | Resultado | Competición                                          |
| - | ----------------------- | ----------------------------------------- | -------- | --- | --------- | ---------------------------------------------------- |
| 1 | 29 de abril de 1981     | Makario Stadium, Nicosia, Chipre          | Chipre   | 0–1 | 0–1       | Clasificación para la Copa Mundial de Fútbol de 1982 |
| 2 | 14 de octubre de 1981   | Stadion Feyenoord, Róterdam, Países Bajos | Bélgica  | 2–0 | 3–0       | Clasificación para la Copa Mundial de Fútbol de 1982 |
| 3 | 19 de diciembre de 1982 | New Tivoli Stadion, Aquisgrán, Alemania   | Malta    | 0-2 | 0–6       | Clasificación para la Eurocopa 1984                  |
| 4 | 19 de diciembre de 1982 | New Tivoli Stadion, Aquisgrán, Alemania   | Malta    | 0-6 | 0–6       | Clasificación para la Eurocopa 1984                  |

## Clubes

### Como futbolista
| Club              | País         | Año         | Partidos | Goles |
| ----------------- | ------------ | ----------- | -------- | ----- |
| Hermes DVS        | Países Bajos | 1965 - 1970 |          |       |
| FC Utrecht        | Países Bajos | 1970 - 1971 | 5        | 0     |
| Lille OSC         | Francia      | 1971 - 1972 | 4        | 0     |
| SC Telstar Velsen | Países Bajos | 1972 - 1976 | 138      | 45    |
| Go Ahead Eagles   | Países Bajos | 1976 - 1983 | 208      | 71    |
| PEC Zwolle        | Países Bajos | 1983 - 1985 | 49       | 10    |

### Como entrenador
| Club            | País         | Año         |
| --------------- | ------------ | ----------- |
| AGOVV Apeldoorn | Países Bajos | 1992 - 1994 |
| NEC Nijmegen    | Países Bajos | 1994 - 1995 |
| RKC Waalwijk    | Países Bajos | 1996        |